# Hilarigona obscurata
Hilarigona obscurata är en tvåvingeart som beskrevs av Philippi 1865. Hilarigona obscurata ingår i släktet Hilarigona och familjen dansflugor. Inga underarter finns listade i Catalogue of Life.